# Ranking FIFA da OFC
O Ranking FIFA da OFC é um sistema que classifica as 11 seleções nacionais filiadas à Confederação de Futebol da Oceania (OFC), de acordo com suas respectivas classificações no Ranking Mundial da FIFA.

## Primeiro Ranking
O primeiro ranking da FIFA foi divulgado em 8 de agosto de 1993 e levou em conta os oito melhores resultados de cada equipe nos últimos 12 meses. A estreia abrangeu o período entre julho de 1992 e julho de 1993. A primeira seleção a liderar o ranking FIFA da OFC foi a Seleção Neozelandesa.
Estas foram as colocações do primeiro ranking da OFC elaborado pela FIFA:
| Posição | Posição Regional | Seleção       |
| ------- | ---------------- | ------------- |
| 80º     | 1º               | Nova Zelândia |
| 116º    | 2º               | Fiji          |
| 137º    | 3º               | Taiti         |
| 144º    | 4º               | Ilhas Salomão |
| 164º    | 5º               | Vanuatu       |

## Ranking
Atualizado em 18 de julho de 2024, Próxima Atualização 19 de Setembro de 2024
| Posição | Posição Regional | Seleção          | Pontos  |
| ------- | ---------------- | ---------------- | ------- |
| 94º     | 1º               | Nova Zelândia    | 1245.73 |
| 141º    | 2º               | Ilhas Salomão    | 1075.06 |
| 153º    | 3º               | Fiji             | 1033.09 |
| 158º    | 4º               | Taiti            | 1016.83 |
| 160º    | 5º               | Nova Caledônia   | 1008.92 |
| 162º    | 6º               | Vanuatu          | 1005.49 |
| 168º    | 7º               | Papua-Nova Guiné | 984.23  |
| 186º    | 8º               | Ilhas Cook       | 896.59  |
| 187º    | 9º               | Samoa Americana  | 890.97  |
| 192º    | 10º              | Samoa            | 876.45  |
| 200º    | 11º              | Tonga            | 833.12  |

## Equipe do ano da OFC
Equipe do ano é o título concedido à seleção oceânica que fecha o ano na primeira colocação do ranking regional, por vezes obtendo esse mesmo desempenho ao longo do período. A tabela abaixo relaciona as três primeiras posições de fechamento em cada ano.
| Ano  | Primeiro      | Segundo        | Terceiro         |
| ---- | ------------- | -------------- | ---------------- |
| 1993 | Nova Zelândia | Fiji           | Taiti            |
| 1994 | Nova Zelândia | Fiji           | Taiti            |
| 1995 | Nova Zelândia | Fiji           | Taiti            |
| 1996 | Nova Zelândia | Fiji           | Taiti            |
| 1997 | Nova Zelândia | Ilhas Salomão  | Fiji             |
| 1998 | Nova Zelândia | Taiti          | Fiji             |
| 1999 | Nova Zelândia | Fiji           | Taiti            |
| 2000 | Nova Zelândia | Ilhas Salomão  | Taiti            |
| 2001 | Nova Zelândia | Fiji           | Taiti            |
| 2002 | Nova Zelândia | Taiti          | Fiji             |
| 2003 | Nova Zelândia | Taiti          | Fiji             |
| 2004 | Nova Zelândia | Taiti          | Ilhas Salomão    |
| 2005 | Nova Zelândia | Fiji           | Ilhas Salomão    |
| 2006 | Nova Zelândia | Fiji           | Ilhas Salomão    |
| 2007 | Nova Zelândia | Nova Caledônia | Ilhas Salomão    |
| 2008 | Nova Zelândia | Fiji           | Nova Caledônia   |
| 2009 | Nova Zelândia | Fiji           | Nova Caledônia   |
| 2010 | Nova Zelândia | Fiji           | Nova Caledônia   |
| 2011 | Nova Zelândia | Samoa          | Fiji             |
| 2012 | Nova Zelândia | Nova Caledônia | Taiti            |
| 2013 | Nova Zelândia | Nova Caledônia | Taiti            |
| 2014 | Nova Zelândia | Nova Caledônia | Taiti            |
| 2015 | Nova Zelândia | Samoa          | Samoa Americana  |
| 2016 | Nova Zelândia | Taiti          | Fiji             |
| 2017 | Nova Zelândia | Ilhas Salomão  | Taiti            |
| 2018 | Nova Zelândia | Ilhas Salomão  | Nova Caledônia   |
| 2019 | Nova Zelândia | Ilhas Salomão  | Nova Caledônia   |
| 2020 | Nova Zelândia | Ilhas Salomão  | Nova Caledônia   |
| 2021 | Nova Zelândia | Ilhas Salomão  | Nova Caledônia   |
| 2022 | Nova Zelândia | Ilhas Salomão  | Papua-Nova Guiné |
| 2023 | Nova Zelândia | Ilhas Salomão  | Papua-Nova Guiné |

### Desempenho por país
| Seleção          | Primeiro | Segundo                                                                | Terceiro                                                               |
| ---------------- | --- | ---------------------------------------------------------------------- | ---------------------------------------------------------------------- |
| Nova Zelândia    | 31 (1993, 1994, 1995, 1996, 1997, 1998, 1999, 2000, 2001, 2002, 2003, 2004, 2005, 2006, 2007, 2008, 2009, 2010, 2011, 2012, 2013, 2014, 2015, 2016, 2017, 2018, 2019, 2020, 2021, 2022, 2023) | 0                                                                      | 0                                                                      |
| Fiji             | 0 | 11 (1993, 1994, 1995, 1996, 1999, 2001, 2005, 2006, 2008, 2009 e 2010) | 6 (1997, 1998, 2002, 2003, 2011 e 2016)                                |
| Ilhas Salomão    | 0 | 9 (1997 e 2000, 2017, 2018, 2019, 2020, 2021, 2022 e 2023)             | 4 (2004, 2005, 2006, e 2007)                                           |
| Taiti            | 0 | 5 (1998, 2002, 2003, 2004 e 2016)                                      | 10 (1993, 1994, 1995, 1996, 1999, 2000, 2001, 2012, 2013, 2014 e 2017) |
| Nova Caledônia   | 0 | 4 (2007, 2012, 2013 e 2014)                                            | 7 (2008, 2009, 2010, 2018, 2019, 2020 e 2021)                          |
| Samoa            | 0 | 2 (2011 e 2015)                                                        | 0                                                                      |
| Papua-Nova Guiné | 0 | 0                                                                      | 2 (2022 e 2023)                                                        |
| Samoa Americana  | 0 | 0                                                                      | 1 (2015)                                                               |